# Discografia di Neil Young
La discografia solista di Neil Young è distribuita interamente dalla Warner Music Group. L'unica eccezione sono cinque album pubblicati negli anni ottanta per l'etichetta Geffen Records, un tempo distribuita dalla Warner, ma attualmente dalla Universal Music Group.

## Album in studio
| 1968                                        | Neil Young - Pubblicazione: 12 novembre 1968 - Etichetta: Reprise - Formato: LP, CD, cassette, 8 track                    | —  | —  | —  | —  | —  | —   |                                                            |
| 1969                                        | Everybody Knows This Is Nowhere - Pubblicazione: 14 maggio 1969 - Etichetta: Reprise - Formato: LP, CD, cassette, 8 track | 32 | —  | —  | 34 | —  | —   | US: Platinum                                               |
| 1970                                        | After the Gold Rush - Pubblicazione: 31 agosto 1970 - Etichetta: Reprise - Formato: LP, CD, cassette, 8 track             | 5  | 13 | —  | 8  | 7  | 14  | UK: 2x Platinum US: 2x Multi-Platinum                      |
| 1972                                        | Harvest - Pubblicazione: 14 febbraio 1972 - Etichetta: Reprise - Formato: LP, CD, cassette, 8 track                       | 1  | 1  | 48 | 1  | 1  | 6   | UK: 3x Platinum US: 4x Multi-Platinum                      |
| 1974                                        | On the Beach - Pubblicazione: 19 luglio 1974 - Etichetta: Reprise - Formato: LP, CD, cassette, 8 track                    | 13 | 34 | —  | 16 | 42 | —   | UK: Silver US: Gold                                        |
| 1975                                        | Tonight's the Night - Pubblicazione: 20 giugno 1975 - Etichetta: Reprise - Formato: LP, CD, cassette, 8 track             | 61 | 42 | —  | 25 | 48 | —   | AUS: Gold                                                  |
| 1975                                        | Zuma - Pubblicazione: 10 novembre 1975 - Etichetta: Reprise - Formato: LP, CD, cassette, 8 track                          | 69 | 44 | 35 | 25 | 44 | —   | UK: Silver US: Gold                                        |
| 1976                                        | Long May You Run - Pubblicazione: 10 settembre 1976 - Etichetta: Reprise - Formato: LP, CD, cassette, 8 track             | 35 | —  | 17 | 26 | 12 | —   | US: Gold                                                   |
| 1977                                        | American Stars 'n Bars - Pubblicazione: 27 maggio 1977 - Etichetta: Warner Bros. - Formato: LP, CD, cassette, 8 track     | 16 | 21 | 35 | 21 | 17 | 16  | UK: Silver US: Gold                                        |
| 1978                                        | Comes a Time - Pubblicazione: 21 ottobre 1978 - Etichetta: Reprise - Formato: LP, CD, cassette, 8 track                   | 4  | 6  | 6  | 7  | 42 | —   | UK: Gold US: Gold                                          |
| 1979                                        | Rust Never Sleeps - Pubblicazione: 22 giugno 1979 - Etichetta: Reprise - Formato: LP, CD, cassette, 8 track               | 28 | 8  | 7  | 8  | 13 | 9   | UK: Silver US: Platinum                                    |
| 1980                                        | Hawks & Doves - Pubblicazione: 29 ottobre 1980 - Etichetta: Warner Bros. - Formato: LP, CD, cassette, 8 track             | 50 | 10 | 4  | 30 | 34 | 22  |                                                            |
| 1981                                        | Re-ac-tor - Pubblicazione: 28 ottobre 1981 - Etichetta: Warner Bros. - Formato: LP, CD, cassette, 8 track                 | 20 | 27 | 4  | 27 | 69 | 32  |                                                            |
| 1982                                        | Trans - Pubblicazione: 29 dicembre 1982 - Etichetta: Geffen - Formato: LP, CD, cassette, 8-track (RCV)                    | 10 | 23 | 8  | 19 | 29 | 6   |                                                            |
| 1983                                        | Everybody's Rockin' - Pubblicazione: 27 luglio 1983 - Etichetta: Geffen - Formato: LP, CD, cassette, 8-track (RCV)        | 22 | 30 | 21 | 46 | 50 | 15  |                                                            |
| 1985                                        | Old Ways - Pubblicazione:12 agosto 1985 - Etichetta: Geffen - Formato: LP, CD, cassette, 8-track (RCV)                    | 31 | 30 | 29 | 75 | 39 | 13  |                                                            |
| 1986                                        | Landing on Water - Pubblicazione: 21 luglio 1986 - Etichetta: Geffen - Formato: LP, CD, cassette                          | 40 | 43 | —  | 46 | 52 | 15  |                                                            |
| 1987                                        | Life - Pubblicazione: 30 giugno 1987 - Etichetta: Geffen - Formato: LP, CD, cassette                                      | 42 | —  | —  | 75 | 71 | 9   |                                                            |
| 1988                                        | This Note's for You - Pubblicazione: 12 aprile 1988 - Etichetta: Reprise - Formato: LP, CD, cassette                      | 26 | 45 | 36 | 61 | 56 | 22  |                                                            |
| 1989                                        | Eldorado (EP) - Pubblicazione: 21 aprile 1989 - Etichetta: Warner Bros. - Formato: LP, CD, cassette                       | —  | —  | —  | —  | —  | —   |                                                            |
| 1989                                        | Freedom - Pubblicazione: 2 ottobre 1989 - Etichetta: Reprise - Formato: LP, CD, cassette                                  | 16 | —  | —  | 35 | 17 | 21  | CAN: Gold UK: Silver US: Gold                              |
| 1990                                        | Ragged Glory - Pubblicazione: 9 settembre 1990 - Etichetta: Reprise - Formato: LP, CD, cassette                           | 20 | —  | 22 | 31 | 15 | 25  | CAN: Gold UK: Silver                                       |
| 1992                                        | Harvest Moon - Pubblicazione: 2 novembre 1992 - Etichetta: Reprise - Formato: LP, CD, cassette                            | 4  | 40 | 7  | 16 | 9  | 13  | AUS: Gold CAN: 5 x Platinum UK: Gold US: 2x Multi-Platinum |
| 1994                                        | Sleeps with Angels - Pubblicazione: 6 agosto 1994 - Etichetta: Reprise - Formato: LP, CD, cassette                        | 7  | 23 | 17 | 9  | 2  | 2   | US: Gold                                                   |
| 1995                                        | Mirror Ball - Pubblicazione: 7 agosto 1995 - Etichetta: Warner Bros. - Formato: LP, CD, cassette                          | 6  | 4  | 10 | 5  | 4  | 3   | UK: Silver US: Gold                                        |
| 1996                                        | Broken Arrow - Pubblicazione: 2 luglio 1996 - Etichetta: Reprise - Formato: LP, CD, cassette                              | 26 | 43 | —  | 31 | 17 | 14  |                                                            |
| 2000                                        | Silver & Gold - Pubblicazione: 25 aprile 2000 - Etichetta: Reprise - Formato: LP, CD, cassette                            | 5  | 30 | 49 | 22 | 10 | 9   |                                                            |
| 2002                                        | Are You Passionate? - Pubblicazione: 9 aprile 2002 - Etichetta: Reprise - Formato: LP, CD                                 | 17 | 41 | 25 | 10 | 24 | 4   |                                                            |
| 2003                                        | Greendale - Pubblicazione: 19 agosto 2003 - Etichetta: Reprise - Formato: LP, CD                                          | 18 | 48 | 41 | 22 | 24 | 5   |                                                            |
| 2005                                        | Prairie Wind - Pubblicazione: 27 settembre 2005 - Etichetta: Reprise - Formato: LP, CD                                    | 3  | —  | 29 | 11 | 22 | 3   | UK: Silver US: Gold                                        |
| 2006                                        | Living with War - Pubblicazione: 2 maggio 2006 - Etichetta: Reprise - Formato: LP, CD                                     | 7  | 41 | 31 | 15 | 14 | 11  |                                                            |
| 2006                                        | Living with War: "In the Beginning" - Pubblicazione: 19 dicembre 2006 - Etichetta: Reprise - Formato: LP, CD              | —  | —  | —  | —  | —  | —   |                                                            |
| 2007                                        | Chrome Dreams II - Pubblicazione: 16 ottobre 2007 - Etichetta: Reprise - Formato: LP, CD                                  | 8  | 38 | —  | 11 | 14 | 13  |                                                            |
| 2009                                        | Fork in the Road - Pubblicazione: 7 aprile 2009 - Etichetta: Reprise - Formato: LP, CD                                    | 15 | 37 | 28 | 19 | 22 | 11  |                                                            |
| 2010                                        | Le Noise - Pubblicazione: 28 settembre 2010 - Etichetta: Reprise - Formato: LP, CD                                        | 2  | 41 | 30 | 14 | 18 | 2   | CAN: Gold                                                  |
| 2012                                        | Americana - Pubblicazione: 5 giugno 2012 - Etichetta: Reprise - Formato: LP, CD                                           | 2  | 34 | 26 | 4  | 16 | 11  |                                                            |
| 2012                                        | Psychedelic Pill - Pubblicazione: 30 ottobre 2012 - Etichetta: Reprise - Formato: LP, CD                                  | 7  | 28 | 20 | 8  | 14 | 7   |                                                            |
| 2014                                        | A Letter Home - Pubblicazione: 19 aprile 2014 - Etichetta: Third Man - Formato: LP, CD                                    | 17 | 46 | 37 | 13 | 17 | 52  |                                                            |
| 2014                                        | Storytone - Pubblicazione: 4 novembre 2014 - Etichetta: Reprise - Formato: CD                                             | —  | 55 | —  | 33 | 20 | —   |                                                            |
| 2015                                        | The Monsanto Years - Pubblicazione: 29 giugno 2015 - Etichetta: Reprise - Formato: LP, CD, DVD                            | —  | 23 | —  | 21 | 24 | —   |                                                            |
| 2016                                        | Peace Trail - Pubblicazione: 9 dicembre 2016 - Etichetta: Reprise - Formato: LP, CD                                       | 72 | 52 | —  | 14 | 57 | 76  |                                                            |
| 2017                                        | Hitchhiker - Pubblicazione: 8 settembre 2017 - Etichetta: Reprise - Formato: LP, CD                                       | 23 | 22 | 18 | 7  | 6  | 20  |                                                            |
| 2017                                        | The Visitor - Pubblicazione: 1º dicembre 2017 - Etichetta: Reprise - Formato: LP, CD                                      | 43 | 85 | 36 | 32 | 65 | 167 |                                                            |
| 2019                                        | Colorado - Pubblicazione: 25 ottobre 2019 - Etichetta: Reprise - Formato: LP, CD                                          | 83 | —  | —  | 46 | 17 | 13  |                                                            |
| 2020                                        | Homegrown - Pubblicazione: 19 giugno 2020 - Etichetta: Reprise                                                            |    |    |    |    |    |     |                                                            |
| 2021                                        | Barn - Pubblicazione: 10 dicembre 2021 - Etichetta: Reprise                                                               |    |    |    |    |    |     |                                                            |
| "—" denota album non entrati in classifica. | |    |    |    |    |    |     |                                                            |

## Album live
| 1973                                        | Time Fades Away - Pubblicazione: 15 ottobre 1973 - Etichetta: Reprise - Formato: LP, cassette, 8 track    | 9  | 29 | —  | 22  | 20  | 15 | US: Gold     |
| 1979                                        | Live Rust - Pubblicazione: November 14, 1979 - Etichetta: Reprise - Formato: LP, CD, cassette, 8 track    | 27 | 21 | 1  | 15  | 55  | —  | US: Platinum |
| 1991                                        | Weld - Pubblicazione: 23 ottobre 1991 - Etichetta: Reprise - Formato: LP, CD, cassette                    | 58 | —  | —  | 154 | 20  | 33 |              |
| 1991                                        | Arc - Pubblicazione: 23 ottobre 1991 - Etichetta: Reprise - Formato: CD                                   | —  | —  | —  | —   | —   | —  |              |
| 1993                                        | Unplugged - Pubblicazione: 8 giugno 1993 - Etichetta: Warner Bros. - Formato: LP, CD, cassette            | 10 | 19 | 16 | 23  | 4   | 8  | US: Gold     |
| 1997                                        | Year of the Horse - Pubblicazione: 17 giugno 1997 - Etichetta: Reprise - Formato: LP, CD, cassette        | 75 | —  | —  | 57  | 36  | 35 |              |
| 2000                                        | Road Rock Vol. 1 - Pubblicazione: 5 dicembre 2000 - Etichetta: Reprise - Formato: LP, CD, Cassette        | —  | —  | —  | 169 | 103 | —  |              |
| 2016                                        | Earth - Pubblicazione: 24 giugno 2016 - Etichetta: Reprise - Formato: LP, CD                              | —  | —  | —  | 138 | 14  | —  |              |
| 2021                                        | Carnegie Hall 1970 - Pubblicazione: 1º ottobre 2021 - Etichetta: Reprise - Formato: LP, CD, MP3           | —  | —  | —  | —   | —   | —  |              |
| 2022                                        | Dorothy Chandler Pavilion 1971 - Pubblicazione: 6 maggio 2022 - Etichetta: Reprise - Formato: LP, CD, MP3 | —  | —  | —  | —   | —   | —  |              |
| 2022                                        | Royce Hall 1971 - Pubblicazione: 6 maggio 2022 - Etichetta: Reprise - Formato: LP, CD, MP3                | —  | —  | —  | —   | —   | —  |              |
| 2022                                        | Citizen Kane Jr. Blues - Pubblicazione: 6 maggio 2022 - Etichetta: Reprise - Formato: LP, CD, MP3         | —  | —  | —  | —   | —   | —  |              |
| "—" denota album non entrati in classifica. | |    |    |    |     |     |    |              |

## Raccolte
| 1977                                        | Decade - Pubblicazione: 28 ottobre 1977 - Etichetta: Reprise - Formato: LP, CD, cassette, 8 track | 47 | 21 | 34 | 43 | 46 | —  | AUS: Platinum US: Platinum       |
| 1993                                        | Lucky Thirteen - Pubblicazione: 6 gennaio 1993 - Etichetta: Geffen - Formato: LP, CD, cassette    | —  | —  | —  | —  | 69 | —  |                                  |
| 2001                                        | Mystery Train - Pubblicazione: 2001 - Etichetta: Polydor - Formato: LP, CD                        | —  | —  | —  | —  | —  | —  |                                  |
| 2004                                        | Greatest Hits - Pubblicazione: 16 novembre 2004 - Etichetta: Reprise - Formato: LP, CD            | 21 | 25 | 3  | 27 | 45 | 13 | CAN: Gold AUS: Platinum US: Gold |
| "—" denota album non entrati in classifica. |                                                                                                   |    |    |    |    |    |    |                                  |

## Colonne sonore
| Anno | Titolo                                                                                     | Pos. classifica | Pos. classifica | Pos. classifica | Pos. classifica |
| Anno | Titolo                                                                                     | CAN             | AUS             | US              | UK              |
| ---- | ------------------------------------------------------------------------------------------ | --------------- | --------------- | --------------- | --------------- |
| 1972 | Journey Through the Past - Pubblicazione: 7 novembre 1972 - Formato: LP, cassette, 8 track | 19              | 39              | 45              | —               |
| 1980 | Where the Buffalo Roam - Pubblicazione: 1º marzo 1980 - Formato: LP, cassette              | —               | —               | —               | —               |
| 1994 | Philadelphia - Pubblicazione: 4 gennaio 1994 - Formato: LP, CD, cassette                   | —               | —               | 12              | —               |
| 1996 | Dead Man - Pubblicazione: 27 febbraio 1996 - Formato: LP, CD, cassette                     | —               | —               | —               | —               |
| 2018 | Paradox - Pubblicazione: 23 marzo 2018 - Formato: LP, CD                                   | —               | —               | —               | —               |

## Archives Series
| 2006                                        | Live at the Fillmore East - Pubblicazione: 14 novembre 2006 - Etichetta: Reprise - Formato: LP, CD                      | —  | —  | 55  | 18 | 88  | 32 |  |
| 2007                                        | Live at Massey Hall 1971 - Pubblicazione: 13 marzo 2007 - Etichetta: Reprise/WEA - Formato: LP, CD                      | 1  | 34 | 6   | 2  | 30  | 5  |  |
| 2008                                        | Sugar Mountain - Live At Canterbury House 1968 - Pubblicazione: 25 novembre 2008 - Etichetta: Reprise - Formato: LP, CD | —  | —  | 40  | 10 | 72  | 47 |  |
| 2009                                        | The Archives Vol. 1 1963-1972 - Pubblicazione: 2 giugno 2009 - Etichetta: Warner Bros. - Formato: CD, DVD-A, Blu-ray    | —  | —  | 102 | 37 | —   | 50 |  |
| 2009                                        | Dreamin' Man Live '92 - Pubblicazione: 8 dicembre 2009 - Etichetta: Reprise - Formato: LP, CD                           | —  | —  | 193 | —  | 159 | —  |  |
| 2011                                        | A Treasure - Pubblicazione: 7 giugno 2011 - Etichetta: Reprise - Formato: LP, CD, Blu-ray                               | 18 | 75 | 29  | 7  | 38  | 19 |  |
| 2013                                        | Live at the Cellar Door - Pubblicazione: 10 dicembre 2013 - Etichetta: Reprise - Formato: LP, CD                        | —  | —  | 28  | —  | 57  | —  |  |
| 2015                                        | Bluenote Café - Pubblicazione: 13 novembre 2015 - Etichetta: Warner Bros. - Formato: LP, CD, MP3                        | —  | —  | 89  | 8  | 39  | 55 |  |
| 2018                                        | Roxy: Tonight's the Night Live - Pubblicazione: 24 aprile 2018 - Etichetta: Reprise Records - Formato: LP, CD, MP3      | —  | —  | 70  | —  | —   | —  |  |
| 2018                                        | Songs for Judy - Pubblicazione: 30 novembre 2018 - Etichetta: Shakey Pictures Records - Formato: LP, CD, MP3            | —  | —  | —   | —  | —   | —  |  |
| 2019                                        | Tuscaloosa - Pubblicazione: 7 giugno 2019 - Etichetta: Shakey Pictures Records - Formato: LP, CD, MP3                   | —  | —  | —   | —  | —   | —  |  |
| 2020                                        | Return to Greendale - Pubblicazione: 6 novembre 2020 - Etichetta: Warner - Formato: LP, CD                              | —  | —  | —   | —  | —   | —  |  |
| 2020                                        | Neil Young Archives Volume II: 1972–1976 - Pubblicazione: 20 novembre 2020 - Etichetta: Reprise - Formato: LP, CD, MP3  | —  | —  | —   | —  | —   | —  |  |
| 2021                                        | Way Down in the Rust Bucket - Pubblicazione: 26 febbraio 2021 - Etichetta: Reprise - Formato: LP, CD, MP3               | —  | —  | —   | —  | —   | —  |  |
| 2021                                        | Young Shakespeare - Pubblicazione: 26 marzo 2021 - Etichetta: Reprise, The Other Shoe - Formato: LP, CD, MP3            | —  | —  | —   | —  | —   | —  |  |
| "—" denota album non entrati in classifica. | |    |    |     |    |     |    |  |

## EP
| Titolo    | N. cat. Dettagli |                                                        |
| --------- | ---------------- | ------------------------------------------------------ |
| Eldorado  | ORS 21           | - Pubblicazione: 7 aprile 1989 - Etichetta: Reprise    |
| The Times |                  | - Pubblicazione: 9 settembre 2020 - Etichetta: Reprise |

## Singoli
| Anno                                        | Titolo                                                                   | Pos. classifica | Pos. classifica | Pos. classifica | Pos. classifica | Pos. classifica | Pos. classifica | Album                           |
| Anno                                        | Titolo                                                                   | CAN             | CAN AC          | CAN Country     | US              | US Rock         | UK              | Album                           |
| ------------------------------------------- | ------------------------------------------------------------------------ | --------------- | --------------- | --------------- | --------------- | --------------- | --------------- | ------------------------------- |
| 1969                                        | The Loner                                                                | —               | —               | —               | —               | —               | —               | Neil Young                      |
| 1970                                        | Down by the River / Cinnamon Girl                                        | 25              | —               | —               | 55              | —               | —               | Everybody Knows This Is Nowhere |
| 1970                                        | Only Love Can Break Your Heart                                           | 16              | —               | —               | 33              | —               | —               | After the Gold Rush             |
| 1971                                        | Oh Lonesome Me                                                           | 58              | —               | —               | —               | —               | —               | After the Gold Rush             |
| 1971                                        | When You Dance I Can Really Love                                         | 54              | —               | —               | 93              | —               | —               | After the Gold Rush             |
| 1972                                        | Heart of Gold                                                            | 1               | —               | —               | 1               | —               | 10              | Harvest                         |
| 1972                                        | Old Man                                                                  | 4               | —               | —               | 31              | —               | —               | Harvest                         |
| 1972                                        | War Song (con Graham Nash)                                               | 40              | —               | —               | 61              | —               | —               | Solo singolo                    |
| 1973                                        | Time Fades Away                                                          | —               | —               | —               | 109             | —               | —               | Time Fades Away                 |
| 1974                                        | Walk On                                                                  | —               | —               | —               | 69              | —               | —               | On the Beach                    |
| 1975                                        | Lookin' for a Love                                                       | 48              | —               | —               | —               | —               | —               | Zuma                            |
| 1975                                        | Drive Back                                                               | —               | —               | —               | —               | —               | —               | Zuma                            |
| 1976                                        | Long May You Run                                                         | —               | —               | —               | —               | —               | —               | Long May You Run                |
| 1976                                        | Midnight On the Bay                                                      | —               | —               | —               | 105             | —               | —               | Long May You Run                |
| 1977                                        | Hey Babe                                                                 | —               | —               | —               | —               | —               | —               | American Stars 'n Bars          |
| 1977                                        | Like a Hurricane                                                         | —               | —               | —               | —               | —               | —               | American Stars 'n Bars          |
| 1978                                        | Comes a Time                                                             | —               | —               | —               | —               | —               | —               | Comes a Time                    |
| 1978                                        | Four Strong Winds (US B-side: Human Highway, UK B-side: Motorcycle Mama) | 61              | 18              | 48              | 61              | —               | 57              | Comes a Time                    |
| 1979                                        | Hey Hey, My My (Into the Black)                                          | —               | —               | —               | 79              | —               | —               | Rust Never Sleeps               |
| 1980                                        | The Loner (live)                                                         | —               | —               | —               | —               | —               | —               | Live Rust                       |
| 1980                                        | Stayin' Power                                                            | —               | —               | —               | —               | —               | —               | Hawks & Doves                   |
| 1981                                        | Opera Star                                                               | —               | —               | —               | —               | —               | —               | Re-ac-tor                       |
| 1981                                        | Southern Pacific                                                         | —               | —               | —               | 70              | 22              | —               | Re-ac-tor                       |
| 1981                                        | Surfer Joe and Moe the Sleaze                                            | —               | —               | —               | —               | 56              | —               | Re-ac-tor                       |
| 1982                                        | Little Thing Called Love                                                 | —               | —               | —               | 71              | 12              | —               | Trans                           |
| 1982                                        | Sample and Hold                                                          | —               | —               | —               | —               | —               | —               | Trans                           |
| 1983                                        | Mr. Soul                                                                 | —               | —               | —               | —               | 14              | —               | Trans                           |
| 1983                                        | We R in Control                                                          | —               | —               | —               | —               | 42              | —               | Trans                           |
| 1983                                        | Wonderin'                                                                | —               | —               | —               | —               | —               | —               | Everybody's Rockin'             |
| 1983                                        | Cry, Cry, Cry                                                            | —               | —               | —               | —               | —               | —               | Everybody's Rockin'             |
| 1985                                        | Get Back to the Country                                                  | —               | —               | 32              | —               | —               | —               | Old Ways                        |
| 1986                                        | Touch the Night                                                          | —               | —               | —               | —               | 8               | —               | Landing on Water                |
| 1986                                        | Weight of the World                                                      | —               | —               | —               | —               | 33              | —               | Landing on Water                |
| 1987                                        | Long Walk Home                                                           | —               | —               | —               | —               | 14              | —               | Life                            |
| 1987                                        | Mideast Vacation                                                         | —               | —               | —               | —               | —               | —               | Life                            |
| 1988                                        | This Note's for You                                                      | 80              | —               | —               | —               | 19              | —               | This Note's for You             |
| 1988                                        | Ten Men Workin'                                                          | —               | —               | —               | —               | 6               | —               | This Note's for You             |
| 1989                                        | Rockin' in the Free World                                                | 39              | —               | —               | —               | 2               | —               | Freedom                         |
| 1989                                        | No More                                                                  | —               | —               | —               | —               | 7               | —               | Freedom                         |
| 1990                                        | Mansion on the Hill                                                      | —               | —               | —               | —               | 3               | —               | Ragged Glory                    |
| 1990                                        | Over and Over                                                            | —               | —               | —               | —               | 33              | —               | Ragged Glory                    |
| 1990                                        | Crime in the City (live)                                                 | —               | —               | —               | —               | 34              | —               | Weld                            |
| 1992                                        | War of Man                                                               | —               | —               | —               | —               | 7               | —               | Harvest Moon                    |
| 1993                                        | Harvest Moon                                                             | 5               | 11              | —               | —               | —               | 36              | Harvest Moon                    |
| 1993                                        | Unknown Legend                                                           | —               | —               | —               | —               | 38              | —               | Harvest Moon                    |
| 1993                                        | The Needle and the Damage Done (live)                                    | —               | —               | —               | —               | —               | 75              | Unplugged                       |
| 1993                                        | Long May You Run (live)                                                  | 28              | —               | —               | —               | 34              | 71              | Unplugged                       |
| 1994                                        | Rockin' in the Free World (UK ristampa)                                  | —               | —               | —               | —               | —               | 90              | Freedom                         |
| 1994                                        | Philadelphia                                                             | —               | —               | —               | —               | —               | 62              | Philadelphia                    |
| 1994                                        | Change Your Mind                                                         | —               | —               | —               | —               | 18              | 107             | Sleeps with Angels              |
| 1995                                        | Downtown (featuring Pearl Jam)                                           | —               | —               | —               | —               | 6               | 113             | Mirror Ball                     |
| 1995                                        | Peace and Love (featuring Pearl Jam)                                     | —               | —               | —               | —               | 34              | —               | Mirror Ball                     |
| 1995                                        | I Got Id                                                                 | —               | —               | —               | 7               | 2               | 25              | Merkin Ball EP                  |
| 1996                                        | Big Time                                                                 | —               | —               | —               | —               | 35              | —               | Broken Arrow                    |
| 2002                                        | Let's Roll                                                               | —               | —               | —               | —               | 32              | —               | Are You Passionate?             |
| 2006                                        | Let's Impeach the President                                              | —               | —               | —               | —               | —               | —               | Living with War                 |
| 2011                                        | Grey Riders                                                              | —               | —               | —               | —               | —               | —               | A Treasure                      |
| 2012                                        | Oh Susannah                                                              | —               | —               | —               | —               | —               | —               | Americana                       |
| 2015                                        | A Rock Star Bucks a Coffee Shop                                          | —               | —               | —               | —               | —               | —               | The Monsanto Years              |
| 2017                                        | Hitchhiker                                                               | —               | —               | —               | —               | —               | —               | Hitchhiker                      |
| 2017                                        | Children of Destiny                                                      | —               | —               | —               | —               | —               | —               | The Visitor                     |
| 2017                                        | Already Great                                                            | —               | —               | —               | —               | —               | —               | The Visitor                     |
| 2025                                        | big change                                                               | —               | —               | —               | —               | —               | —               |                                 |
| "—" denota brani non entrati in classifica. |                                                                          |                 |                 |                 |                 |                 |                 |                                 |

## Album inediti
- 1974 – Human Highway
- 1974 – Mediterranean
- 1977 – Chrome Dreams
- 1978 – Comes a Time (Solo Version)
- 1982 – Island in the Sun
- 1983 – Old Ways I
- 1987 – Meadow Dusk
- 1989 – Times Square
- 2000 - Toast